# Xã Grange, Quận Pipestone, Minnesota
Xã Grange (tiếng Anh: Grange Township) là một xã thuộc quận Pipestone, tiểu bang Minnesota, Hoa Kỳ. Năm 2010, dân số của xã này là 203 người.